# Nacional Arena
El Nacional Arena, también denominado Strawberry Arena desde 2024 por motivos de patrocinio, es un estadio multiusos con techo retráctil, ubicado en Área metropolitana de Estocolmo, Suecia, dentro del municipio de Solna. Los inquilinos principales del estadio son el AIK Estocolmo y la selección de fútbol de Suecia, que se trasladaron de su anterior estadio, el Estadio Råsunda en 2013.
El estadio se inauguró el 27 de octubre de 2012 con un macroconcierto en el que actuaron varios artistas suecos de renombre, como Roxette, Loreen o Agnes Carlsson, entre otros.  El partido de fútbol inaugural fue un amistoso entre Suecia e Inglaterra el 14 de noviembre de 2012, con victoria sueca por 4 tantos contra 2, los cuatro tantos suecos fueron obra del delantero Zlatan Ibrahimović. Por su capacidad (50 000 espectadores en graderías), actualmente es el estadio más grande de Suecia.

## Nombre
El estadio era conocido en un principio como Swedbank Arena debido a que el banco sueco Swedbank adquirió los derechos de nombre por 153 millones SEK, acuerdo que durará hasta 2023. Sin embargo el 25 de marzo de 2012 Swedbank anunció su decisión de renombrar el estadio en apoyo de la ONG sueca Friends, que trabaja en contra del acoso escolar.

## Construcción
El estadio se construyó cerca de la estación de cercanías de Solna a seis kilómetros de la estación central de Estocolmo y cuenta con estacionamiento para 300 autobuses y 4000 coches. Se calculó el costo alrededor de 170 millones de euros (1900 millones de coronas suecas) Está previsto que sustituya al Estadio Råsunda, actual estadio nacional de fútbol de Suecia. El Estadio Råsunda será demolido para dar lugar a la construcción de edificios de apartamentos y oficinas. Esto significa, en este caso será el primer estadio final de una Copa Mundial en ser derribado y no se sustituye con un nuevo estadio en el mismo lugar.
El estadio cuenta con un techo retráctil, lo cual permite que los eventos puedan celebrarse durante la temporada de invierno y que acoja espectáculos de entretenimiento bajo techo. Su capacidad es de 50 000 espectadores para los partidos de fútbol y hasta 67 500 para conciertos.

## Eventos
El lugar es la sede de los partidos de la selección sueca de fútbol, así como de conciertos. El Friends Arena cumple las altas recomendaciones técnicas y obligaciones de los estadios por la FIFA y la UEFA, convirtiéndose en un estadio de élite, por lo tanto tiene capacidad para acoger finales en los campeonatos europeos de fútbol de Europa League. Fue sede de la final de la Eurocopa Femenina de Fútbol de 2013 y la final de la Liga Europa 2016-17.
La arena alberga la fecha sueca del Grand Prix de Speedway dese 2013. Además, fue sede del partido final de la Elitserien de bandy en 2013 y 2014.
Entre los eventos musicales, a partir de 2013 es sede anual de la final del Melodifestivalen. Fue una de las sedes propuestas para acoger el Festival de Eurovisión 2013, pero tras varias negociaciones la SVT decidió que el festival de 2013 fuera a parar a la ciudad de Malmö, y que el evento se celebrase en el Malmö Arena.
El 5 de diciembre del año 2019, se realizó un concierto tributo al DJ sueco Avicii fallecido en 2018, dicho espectáculo albergó más de 50.000 fanáticos y contó con las presentaciones de sus colaboradores más cercanos Vargas & Lagola, Aloe Blacc, Simon Aldred, Rita Ora y Ariana Grande como también Amanda Wilson, Johanna Söderberg, Agnes Carlsson; entre otros.

## Puntos de interés

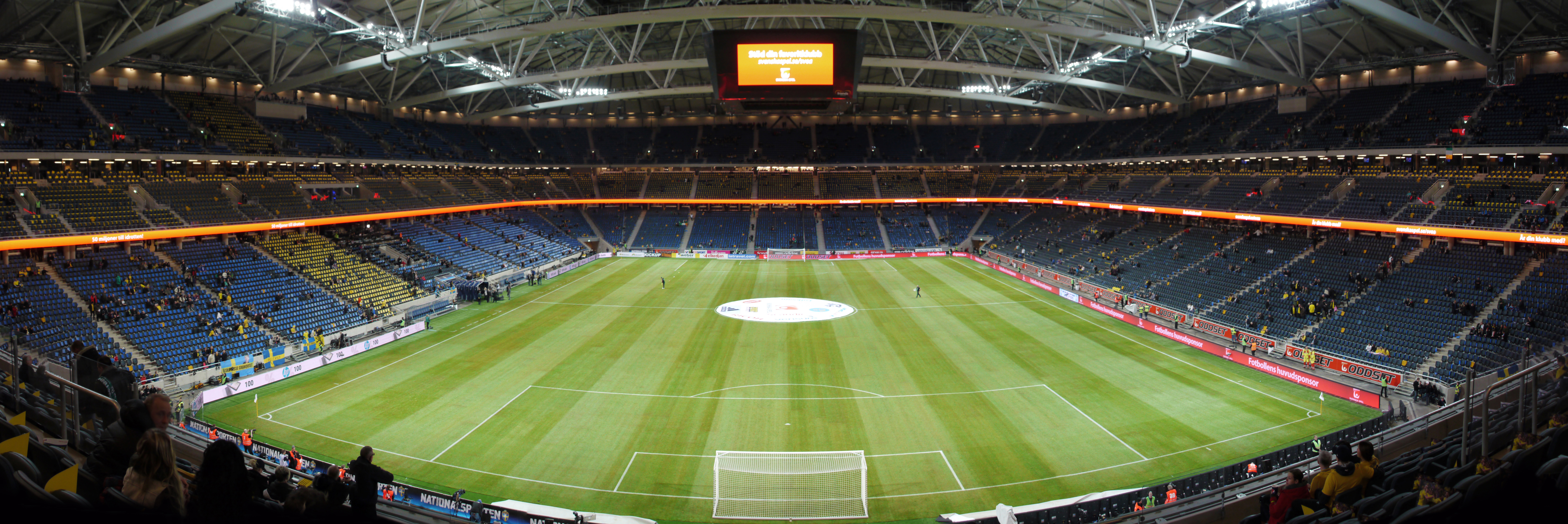
Vista panorámica del Friends Arena.

Junto con el estadio, también contendrá un número de hoteles con 400 habitaciones, restaurantes para 8000 personas, un centro comercial con 240 tiendas, el aparcamiento que tendrá 4000 plazas de aparcamiento, áreas de oficinas para 10 000 empleados, un centro de exposiciones y conferencias y 2000 pisos de viviendas. El centro comercial está previsto que se llame Mall of Scandinavia ("Centro Comercial de Escandinavia") y será el centro comercial más grande de los países nórdicos. Se calcula que el proyecto en su conjunto cueste más de 4 mil millones SEK.